# Clippatendorpe
Der Ort Clippatendorpe ist eine Wüstung im heutigen Landkreis Mecklenburgische Seenplatte im südlichen Mecklenburg-Vorpommern.

## Überliefertes
Das Dorf Clippatendorpe wurde erstmals am 2. Dezember 1338 erwähnt. Der Ort befand sich nahe Zislow am Plauer See. Der exakte Standort ist nicht überliefert. Ein Indiz kann jedoch das Schmettauschen Kartenwerk (1788) und der Wiebekingschen Karte (1786) gesehen werden: Dort befindet sich der Ort zwischen Adamshoffnung, Zislow und Bruchmühle (Fünfseen). Die Ursache für das Aufgeben dieser Siedlung nicht bekannt ist.

## Ortsname
Der Ortsname hat einen altslawischen Ursprung und bezeichnet einen Familien- oder Sippennamen (Chlypat). Andere Schreibweisen sind auch Klippatendorf oder Klippat.